# Primetime-Emmy-Verleihung 1968
Die 20. Emmy-Verleihung fand am 9. Mai 1968 im Hollywood Palladium in Los Angeles, Kalifornien, USA statt. Die Zeremonie wurde von Frank Sinatra und Dick Van Dyke moderiert.

## Nominierungen und Gewinner

### Programmpreise
| Kategorie                                           | Preisträger     | Programm                                                  | Nominierungen |
| --------------------------------------------------- | --------------- | --------------------------------------------------------- | --- |
| Outstanding Dramatic Program (Bestes Dramaprogramm) | George Schaefer | Hallmark Hall of Fame (Episode: Elizabeth the Queen), NBC | Herbert Brodkin für CBS Playhouse (Episode 1.3: Dear Friends), CBS George Schaefer für CBS Playhouse (Episode 1.2: Do Not Go Gentle Into That Good Night), CBS Laurence Olivier für NET Playhouse (Episode 1.19: Uncle Vanya), NET Dan Curtis für Die Geschichte des Dr. Jekyll & Mr. Hyde, ABC Michael Style, Trevor Wallace für Luther, ABC |
| Outstanding Dramatic Series (Beste Dramaserie)      | Joseph Gantman  | Kobra, übernehmen Sie, CBS                                | Brian Clemens, Albert Fennell für Mit Schirm, Charme und Melone, ABC Curtis W. Davis für NET Playhouse, NET Morton Fine, David Friedkin für Tennisschläger und Kanonen, NBC Roy Huggins für Wettlauf mit dem Tod, NBC Gene Roddenberry für Raumschiff Enterprise, NBC                                                                         |
| Outstanding Comedy Series (Beste Comedyserie)       | Burt Nodella    | Mini-Max, NBC                                             | William Asher für Verliebt in eine Hexe, ABC Edward H. Feldman für Ein Käfig voller Helden, CBS Edmund L. Hartmann für Lieber Onkel Bill, CBS Tommy Thompson für Hoppla Lucy! CBS |

### Regiepreise
| Kategorie                                                               | Preisträger  | Programm                                            | Nominierungen |
| ----------------------------------------------------------------------- | ------------ | --------------------------------------------------- | --- |
| Outstanding Directorial Achievement in Drama (Beste Regie Dramaserie)   | Paul Bogart  | CBS Playhouse (Episode 1.3: Dear Friends), CBS      | Lee H. Katzin für Kobra, übernehmen Sie (Episode 2.22: The Killing), CBS George Schaefer für CBS Playhouse (Episode 1.2: Do Not Go Gentle Into That Good Night), CBS Alex Segal für The Crucible, CBS |
| Outstanding Directorial Achievement in Comedy (Beste Regie Comedyserie) | Bruce Bilson | Mini-Max (Episode: Maxwell Smart, Private Eye), NBC | Danny Arnold für Süß, aber ein bißchen verrückt (Episode: That Girl), ABC James Frawley für Die Monkees (Episode 2.20: The Devil And Peter Tork), NBC                                                 |

### Drehbuchpreise
| Kategorie                                                               | Preisträger                | Programm                                                                | Nominierungen |
| ----------------------------------------------------------------------- | -------------------------- | ----------------------------------------------------------------------- | --- |
| Outstanding Writing Achievement in Drama (Bestes Drehbuch Dramaserie)   | Loring Mandel              | CBS Playhouse (Episode 1.2: Do Not Go Gentle Into That Good Night), CBS | Allan Balter, William Read Woodfield für Kobra, übernehmen Sie (Episode 2.9: The Seal), CBS Don Mankiewicz für Der Chef (Episode 1.1: World Premiere), NBC Reginald Rose für CBS Playhouse (Episode 1.3: Dear Friends), CBS                                                                        |
| Outstanding Writing Achievement In Comedy (Bestes Drehbuch Comedyserie) | Allan Burns, Chris Hayward | Er und sie (Episode 1.11: The Coming Out Party), CBS                    | Leonard Stern, Arne Sultan für Er und sie (Episode 1.1: The Old Man and The She), CBS Danny Arnold, Ruth Brooks Flippen für Süß, aber ein bißchen verrückt (Episode 2.12: The Mailman Cometh), ABC Milt Josefsberg, Ray Singer für Hoppla Lucy! (Episode 6.6: Lucy Gets Jack Benny's Account), CBS |

### Darstellerpreise
| Kategorie | Preisträger       | Programm                                                                | Nominierungen |
| --- | ----------------- | ----------------------------------------------------------------------- | --- |
| Outstanding Single Performance by an Actor in a Leading Role in a Drama (Bester Einzeldarsteller Drama)                     | Melvyn Douglas    | CBS Playhouse (Episode 1.2: Do Not Go Gentle Into That Good Night), CBS | Raymond Burr für Der Chef (Episode 1.1: World Premiere), NBC Van Heflin für A Case of Libel, ABC George C. Scott für The Crucible, CBS Eli Wallach für CBS Playhouse (Episode 1.3: Dear Friends), CBS                                                      |
| Outstanding Single Performance by an Actress in a Leading Role in a Drama (Beste Einzeldarstellerin Drama)                  | Maureen Stapleton | Among the Paths to Eden, ABC                                            | Judith Anderson für Hallmark Hall of Fame (Episode: Elizabeth the Queen), NBC Geneviève Bujold für Hallmark Hall of Fame (Episode: Saint Joan), NBC Colleen Dewhurst für The Crucible, CBS Anne Jackson für CBS Playhouse (Episode 1.3: Dear Friends), CBS |
| Outstanding Continued Performance by an Actor in a Leading Role in a Dramatic Series (Bester Hauptdarsteller Dramaserie)    | Bill Cosby        | Tennisschläger und Kanonen, NBC                                         | Raymond Burr für Der Chef, NBC Robert Culp für Tennisschläger und Kanonen, NBC Ben Gazzara für Wettlauf mit dem Tod, NBC Martin Landau für Kobra, übernehmen Sie, CBS                                                                                      |
| Outstanding Continued Performance by an Actress in a Leading Role in a Dramatic Series (Beste Hauptdarstellerin Dramaserie) | Barbara Bain      | Kobra, übernehmen Sie, CBS                                              | Diana Rigg für Mit Schirm, Charme und Melone, ABC Barbara Stanwyck für Big Valley, ABC |
| Outstanding Performance by an Actor in a Supporting Role in a Drama (Bester Nebendarsteller Dramaserie)                     | Milburn Stone     | Rauchende Colts (Episode 13.15: Baker's Dozen), CBS                     | Joseph Campanella für Mannix, CBS Lawrence Dobkin für CBS Playhouse (Episode 1.2: Do Not Go Gentle Into That Good Night), CBS Leonard Nimoy für Raumschiff Enterprise, NBC                                                                                 |
| Outstanding Performance by an Actress in a Supporting Role in a Drama (Beste Nebendarstellerin Dramaserie)                  | Barbara Anderson  | Der Chef, NBC                                                           | Linda Cristal für High Chaparral, NBC Tessie O’Shea für Die Geschichte des Dr. Jekyll & Mr. Hyde, ABC |
| Outstanding Continued Performance by an Actor in a Leading Role in a Comedy Series (Bester Hauptdarsteller Comedyserie)     | Don Adams         | Mini-Max, NBC                                                           | Richard Benjamin für Er und sie, CBS Sebastian Cabot für Lieber Onkel Bill, CBS Brian Keith für 'Lieber Onkel Bill, CBS Dick York für Verliebt in eine Hexe, ABC                                                                                           |
| Outstanding Continued Performance by an Actress in a Leading Role in a Comedy Series (Beste Hauptdarstellerin Comedyserie)  | Lucille Ball      | Hoppla Lucy!, CBS                                                       | Barbara Feldon für Mini-Max, NBC Elizabeth Montgomery für Verliebt in eine Hexe, ABC Paula Prentiss für Er und sie, CBS Marlo Thomas für Süß, aber ein bißchen verrückt, ABC                                                                               |
| Outstanding Performance by an Actor in a Supporting Role in a Comedy (Bester Nebendarsteller Comedyserie)                   | Werner Klemperer  | Ein Käfig voller Helden, CBS                                            | Jack Cassidy für Er und sie, CBS William Demarest für Meine drei Söhne, CBS Gale Gordon für Hoppla Lucy!, CBS |
| Outstanding Performance by an Actress in a Supporting Role in a Comedy (Beste Nebendarstellerin Comedyserie)                | Marion Lorne      | Verliebt in eine Hexe, ABC                                              | Agnes Moorehead für Verliebt in eine Hexe, ABC Marge Redmond für The Flying Nun, ABC Nita Talbot für Ein Käfig voller Helden (Episode 3.15: The Hostage), CBS                                                                                              |